# Home Sweet Home (film, 2013)
Pour les articles homonymes, voir Home Sweet Home.
Pour plus de détails, voir Fiche technique et Distribution.
Home Sweet Home est un film franco-canadien réalisé par David Morley sorti en 2013.

## Synopsis
Un jeune couple de banlieusards nord-américains affronte un psycho-tueur qui s'est introduit dans leur pavillon...

## Fiche technique
- Titre original : Home Sweet Home
- Réalisation : David Morley
- Scénario :
- Musique :
- Société de production :
- Société de distribution :
- Pays d'origine :  France ;  Canada
- Langue originale : anglais
- Genre : thriller, horreur
- Durée : 1h20
- Budget :
- Dates de sortie :  
  -  Canada : 14 mai 2013
  -  France : 31 mai 2013 (Festival Hallucinations collectives à Lyon)

## Distribution
- Adam MacDonald : Frank
- Meghan Heffern : Sara
- Marty Adams : Un agent de sécurité
- Shaun Benson : Le tueur